# 双唇象牙参
双唇象牙参（学名：Roscoea chamaeleon）为姜科象牙参属下的一个种。